# 夢夢貓
《夢夢貓》（ミュークルドリーミー）是由三麗鷗於2017年所創造的角色，設計者是栁田真弓。
此角色系列於2019年8月30日宣佈動畫化，並於2020年4月5日起由東京電視台系列播出。海外播放方面，香港由無綫電視翡翠台於2021年4月13日起首播第一季動畫；台灣由東森幼幼台於2021年3月27日起首播第一季動畫。
受「2019冠状病毒病疫情」对日本的影响，本作的第5話及後續集數延期至2020年5月31日開始播出。
2020年12月4日三麗鷗宣佈將製作本作的第二季——《夢夢貓 Mix！》（ミュークルドリーミー みっくす！），並於2021年4月11日起由東京電視台系列播出。海外播放方面，香港由無綫電視翡翠台於2022年9月20日起首播第二季動畫，香港播放版只播出動畫部分，直接跳過了真人版特別節目和第50話。

## 故事簡介

### 官方設定
小缪是淺紫羅蘭色的小貓玩偶，由住在天上的世界、身為布偶工匠的精靈們所製造。一天，小缪從天上掉下來，被一個人類女孩拾起並帶回家。女孩每天都抱起小缪，與她說話；小缪為了表達她的謝意，向月亮許願，然後她的耳朵裡的星星斑紋被月光照亮，發出光芒，就變得能夠說話了。女孩與小缪於是每天都一起談話，而且晚上一起睡覺會發一樣的夢，在夢中一起玩耍、一起聊小秘密......

### 動畫

#### 第1季
日向夢是個活潑開朗的女孩。在中學開學禮前夕，她意外接到從天上掉下來、會說話的小貓玩偶——小缪。她們心靈相通，能使用「夢境同步」的能力進入人的夢境中。當晚，奇蹟夢幻王國的女王出現在夢的夢境裏，告訴她若與小缪收集許多夢夢寶石，將會實現她一個願望。於是，夢展開了精彩的中學生活，以及開始與小缪一起收集夢夢寶石。

#### 第2季
日向夢和小缪是一對夢幻搭檔，能透過夢夢羅盤和貓貓星章進行夢境同步。在她們過著精彩的日常時，一天，一隻嬰兒小貓玩偶——芊亞——從天而降，夢和小缪於是開始照顧她。新的敵人和謎之少年登場，而力量增強、喜歡惡作劇的尤里也在攪亂夢她們的美好日常。要解決這些，關鍵似乎在於貓貓虹弓以及大家的力量。

## 動畫版登場人物
※注意：部分中文名字僅為暫譯。

### 玩偶貓
妙妙（Mew）
配音員：豐崎愛生（日本）、凌晞（香港）、張乃文（台灣）
生日：9月2日
淺紫羅蘭色的小貓玩偶，為本系列的主人公。性格隨和並温柔。怕狗（除了小Q）。擁有「夢境同步」的能力，能進入人的夢境中。某天從天上掉下來，被夢接著，因而成為夢的搭檔。於第二季接到了從天上掉下來的芊亞，並開始和夢照顧她；於第47話透露，當初接到了芊亞的她就是芊亞的夢幻搭檔，而且根據古書，她和芊亞一樣是公主之一。
佩可（Peko）
配音員：久保百合花（日本）、陸惠玲（香港）、連婉均（台灣）
生日：12月3日
淺黃色的小貓玩偶。貪吃，喜歡逗別人笑。舞良的搭檔，與她一樣操關西腔，並和她組成了名為「脫脂♡奶粉」的搞笑組合。
蘇蘇（Suu）
配音員：金元壽子（日本）、葉曉欣（香港）、連思宇（台灣）
生日：1月25日
淺藍色的小貓玩偶。頭腦聰明，性格溫柔。琴子的搭檔。她的眼鏡擁有多種功能，例如偵測黑暗深淵，以及倒帶觀看過去的事情。
尤里（Yuni）
配音員：釘宮理惠（日本）、何璐怡（香港）、連思宇（台灣）
生日：5月30日
黑色的小貓玩偶。喜歡惡作劇，但有點冒失。小缪等的競爭對手。很珍惜自己孤獨時製造的小縫和小補。聽從噩夢女王的命令，利用叫「黑暗深淵」的寶石攪亂人們的夢境。與小缪一樣是由天上來的玩偶，但並非由製造小缪們的精靈所製造；從天上掉下後，因沒有人發現他而一直孑然一身；後來被噩夢女王注入生命，因此十分順從她。於第24話成為遼仁的搭檔。於第一季最終回離開遼仁踏上旅途，但於第二季開頭便回來，之後與小縫和小補一起投靠到遼仁的弟弟亮仁麾下成為其新搭檔，並聽從其與第二季頭號反派亞克姆的命令。
小縫（Tsugi）
配音員：久野美咲（日本）、魏惠娥（香港）、（台灣）
生日：2月8日
由尤里製造的小貓玩偶。跟隨並很喜歡尤里。
小補（Hagi）
配音員：藤原夏海（日本）、沈小蘭（香港）、（台灣）
生日：2月8日
由尤里製造的小貓玩偶。跟隨並很喜歡尤里。
寧寧（Nene）
配音員：高野麻里佳（日本）、陳皓宜（香港）、（台灣）
生日：3月29日
粉紅色的小貓玩偶。性格開朗而溫柔，喜歡照顧他人。擅長夢境占卜、運動、唱歌，喜愛花朵。常羽的搭檔。頭上的花朵可以變成不同的東西，例如:鋼琴。
阿玲（Rei）
配音員：田村睦心（日本）、謝潔貞（香港）、（台灣）
生日：7月6日
白色的小貓玩偶。正式名稱為「瑞・德・理查」。自稱「出身於愛之國王族的王子」。說話時總是插入法语的詞句。朝陽的搭檔。
芊亞（Chia）
配音員：市之瀨加那（日本）、羅孔柔（香港）、（台灣）
生日：4月25日
第二季登場，粉紅色的嬰兒小貓玩偶。活力充沛且能帶給大家笑容，愛撒嬌，喜歡被抱。在後期的劇情透露，她的真實身份是奇蹟夢幻王國的公主，而在製作時心中埋有夢夢薰衣草的種子。
冒牌冒牌Bu（Pachipachi-Bu）
配音員：赤尾光（日本）、黃鳳英（香港）、（台灣）
第二季登場，由尤里製造的嬰兒小貓玩偶。原本是尤里用於調包芊亞的假玩偶，卻意外被注入尤里仔深淵，變得可以活動。

### 人類

#### 主要人物
日向夢（Hinata Yume）
配音員：村上奈津實（日本）、黃昕瑜（香港）、李昀晴（台灣）
生日：8月16日
初中一年級生，動畫版的人類主角。性格開朗。不喜歡吃小番茄。加入了啦啦隊部。養有叫「小Q」的小狗。偶然接到從天上掉下來的小缪，成為她的搭檔，並開始與她一同收集夢夢寶石。於第二季升上二年級；於第14話成為啦啦隊部新副社長。於第47話透露，根據古書，她和小缪跟芊亞一樣是公主。
月島舞良（Tsukishima Maira）
配音員：伊藤彩沙（日本）、成瑤孆（香港）、張乃文（台灣）
生日：10月18日
夢的同學，初中一年級生。京都出身，因而操著關西腔。人氣青年時尚雜誌的模特兒，但其實喜歡搞笑；小時候為了喜歡的搞笑組合而參與他們作為司儀的招募會，結果成為了模特兒。想在學校成立搞笑研究部，並希望將來成為搞笑藝人。佩可的搭檔，與夢一樣偶然接到從天上掉下的他，後來和他組成了名為「脫脂♡奶粉」的搞笑組合。於第二季升上二年級。
今井琴子（Imai Kotoko）
配音員：幸村惠理（日本）、劉惠雲（香港）、王貞令（台灣）
生日：3月12日
夢的前輩，初中三年級生。頭腦聰明，成績全級第一，並為電腦部部長。渴望一個人類與機械人能夠和平共處的社會，因而與電腦部一起努力自製機械人；「咚咚」（配音：泊明日菜（日本）；連婉鈞（台灣）；林丹鳳（香港））為她的第一個機械人。很懂得照顧人，對夢、舞良等如同姊姊。蘇蘇的搭檔，在一個下雨天後撿到了她。於第二季升上高中一年級。
安西常羽（Anzai Tokiwa）
配音員：菲魯茲·藍（日本）、張頌欣（香港）、（台灣）
生日：4月30日
夢的同學，初中一年級生。轉校生，山梨縣出身。擁有出眾的運動神經，亦擅長彈鋼琴、天文學和生物；轉校後加入了啦啦隊部及合唱部。寧寧的搭檔，轉校前在河邊撿到了她。於第二季升上二年級。
南川朝陽（Minamikawa Asahi）
配音員：小林裕介、貫井柚佳（幼年）（日本）、鍾見麟、袁淑珍（幼年）（香港）、孟慶府（台灣）
生日：11月15日
住在夢隔鄰的青梅竹馬和同學，初中一年級生。擅長運動，加入了網球部。暗戀夢。阿玲的搭檔，與夢一樣偶然接到從天上掉下的他。於第二季升上二年級；於第14話代替圭吾成為男子網球部新部長。
杉山遼仁（Sugiyama Haruhito）
配音員：小越勇輝、島袋美由利（幼年）（日本）、李致林、羅孔柔（幼年）（香港）、陳彥鈞（台灣）
生日：11月15日
夢曾仰慕的前輩，初中三年級生。為男子網球部部長，以及學生會會長。長相英俊，在學校頗有人氣，有他的粉絲俱樂部。有一叫亮仁的弟弟，從小就因他擁有天才頭腦而感到自卑。於第24話被噩夢女王利用他對亮仁的自卑感，使他成為尤里的搭檔，並開始阻止夢和小缪淨化黑暗深淵，以及奪去夢夢寶石；因百合送的護身符逐漸找回良心，於第37話被女王注入黑暗深淵，使他完全為她效忠。於第一季終段，他對夢表現出敵意，並要將她與小缪的記憶連同自己的一起抹去，但失敗；之後為了保留重要的回憶，奮力與噩夢對抗而痛苦著、陷入昏迷；最終，百合的許願和護身符令他醒來，回復正常。於第二季升上高中一年級。
杉山亮仁（Sugiyama Akihito）
配音員：藤井幸代（日本）、詹健兒（香港）、（台灣）
遼仁的弟弟。IQ 250的天才兒童，僅僅12歲就在美國的大學留學。於第二季成為主角群之一，入讀一五學園當初中一年級生。入學後加入了電腦部並成為了部長。希望人類能夠於虛擬世界中生活，為實現理想世界而成為亞克姆的協力者以及成為尤里的新搭檔。於第二季第17話顯示其似乎對日向夢產生了戀愛的感情。於第43話看到夢因亞克姆而受苦，因而發覺亞克姆的目的並不是自己想要的而勸她停止散播噩夢，結果被解除合作關係。

#### 一五學園初中部
澤村百合（Sawamura Yuri）
配音員：市之瀨加那（日本）、曾秀清（香港）、（台灣）
遼仁的青梅竹馬和同學，初中三年級生。為書法部部長，以及學生會副會長。在遼仁開始服從噩夢女王時察覺到他的不妥，於是拜託夢代她看看遼仁的狀況，並託她送了名為「夢夢吊飾」的護身符給他。於第一季終段，她的許願和護身符令與噩夢對抗中的遼仁醒來，回復正常。於第一季最後前往倫敦就讀高中；於第二季第17話短暫回到日本，期間曾一度負責照顧芊亞，之後又再度返回倫敦；於第二季最終話回到日本，並就讀與遼仁一樣的高中。
綠野若葉（Midorino Wakaba）
配音員：廣瀨有紀（日本）、葉曉欣（香港）、王貞令（台灣）
夢在小學認識的朋友，初中一年級生。與夢一起加入了啦啦隊部。暗戀翔平。於第二季升上二年級，並加入了搞笑研究部；於第14話代替結衣成為啦啦隊部新部長。
赤名（Akana Kaede）
配音員：真野步（日本）、羅孔柔（香港）、連思宇（台灣）
夢在小學認識的朋友，初中一年級生。喜歡戀愛及八卦話題，消息靈通。加入了網球部。仰慕青井老師。於第二季升上二年級，並加入了搞笑研究部；於第14話成為女子網球部新部長。
白石（Shiraishi Hana）
配音員：貫井柚佳（日本）、陳皓宜（香港）、連婉鈞（台灣）
夢在小學認識的朋友，初中一年級生。喜歡畫畫，加入了美術部；夢想是成為漫畫家，但想故事的方面有待進步，參加了多次雜誌的漫畫比賽都落選。後收養了叫「小黑」的黑貓。於第二季升上二年級，並加入了搞笑研究部。
青井老師（Aoi Sensei）
配音員：興津和幸（日本）、雷霆（香港）、孟慶府（台灣）
夢的班主任。
北田翔平（Kitada Shouhei）
配音員：古川慎（日本）、陳灝瑋（香港）、（台灣）
夢在小學認識的朋友，初中一年級生。與朝陽為好友。於第二季升上二年級。
赤名紅葉（Akana Momiji）
配音員：大地葉（日本）、張頌欣（香港）、（台灣）
的姊姊，初中三年級生。為女子網球部部長。
紺野美咲（Konno Misaki）
配音員：M·A·O（日本）、詹健兒（香港）、（台灣）
初中三年級生，為啦啦隊部部長。
藍田結衣（Aida Yui）
配音員：田中沙耶（日本）、梁少霞（香港）、（台灣）
初中二年級生，為啦啦隊部成員，夢的前輩。於第16話代替美咲成為新部長。於第二季升上三年級。
押尾好美（Oshio Yoshimi）
配音員：峯田茉優（日本）、魏惠娥（香港）、連思宇（台灣）
初中三年級生，為杉山粉絲俱樂部部長。
丸山義雄（Maruyama Yoshio）
配音員：千葉翔也（日本）、陳耀楠（香港）、（台灣）
初中二年級生，為學生會成員。於第24話代替百合成為新副會長。於第二季升上三年級。
角本鈴子（Kakumoto Suzuko）
配音員：澤田真里愛（日本）、陸惠玲（香港）、（台灣）
初中二年級生，為學生會成員。於第24話代替遼仁成為新會長。於第二季升上三年級。有三名小三歲的妹妹（鈴音、鈴芽、小鈴）。
小澤圭吾（Ozawa Keigo）
配音員：坂田將吾（日本）、陳耀楠（香港）、（台灣）
初中二年級生，為男子網球部成員，朝陽的前輩。於第16話代替遼仁成為新部長。於第二季升上三年級。
長谷川（Hasegawa）
配音員：川井田夏海（日本）、鄭麗麗（香港）、（台灣）
初中三年級生，為合唱部部長。
森村（Morimura）
配音員：石見舞菜香（日本）、林元春（香港）、（台灣）
初中一年級生，為女子網球部成員。暗戀朝陽，但被拒絕。後來加入杉山粉絲俱樂部。於第二季升上二年級，並與夢同班。
美香（Mika）
配音員：山根綺（日本）、鄭麗麗（香港）、（台灣）
初中一年級生，為女子網球部成員。森村的朋友。後來和森村加入杉山粉絲俱樂部。於第二季升上二年級，並與夢同班。
蘇珊娜老師（Suzanne Sensei）
配音員：伊藤靜（日本）、袁淑珍（香港）、（台灣）
啦啦隊部的顧問老師。本名為須崎。
山吹華鈴（Yamabuki Karin）
配音員：長谷川育美（日本）、梁少霞（香港）、（台灣）
初中二年級生，為女子網球部新部長，代替紅葉。於第二季升上三年級。
小山田健二（Oyamada Kenji）
配音員：草野太一（日本）、黃啟昌（香港）、（台灣）
初中二年級生，為男子網球部成員，朝陽的前輩。於第二季升上三年級。
高津一繪（Takatsu Hitoe）
配音員：田邊留依（日本）、詹健兒（香港）、（台灣）
為美術部成員。於第二季升上三年級。
草間二美（Kusama Futami）
配音員：朝日奈丸佳（日本）、魏惠娥（香港）、（台灣）
為美術部成員。於第二季升上三年級。
花房弘子（Hanabusa Hiroko）
配音員：石橋桃（日本）、鄭麗麗（香港）、（台灣）
夢的同學，初中一年級生。妒忌舞良，後成為舞良的粉絲。於第二季升上二年級，並加入了搞笑研究部。
雨宮文子（Amamiya Fumiko）
配音員：陶山惠實里（日本）、林元春（香港）、（台灣）
夢的同學，初中一年級生。妒忌舞良，後成為舞良的粉絲。於第二季升上二年級，並加入了搞笑研究部。
星野美奈子（Hoshino Minako）
配音員：小市真琴（日本）、詹健兒（香港）、（台灣）
夢的同學，初中一年級生。妒忌舞良，後成為舞良的粉絲。於第二季升上二年級，並加入了搞笑研究部。
黑澤衿人（Kurosawa Erito）
配音員：市川蒼（日本）、李凱傑（香港）、（台灣）
初中三年級生，為前電腦部副部長。因自製的機械人輸給琴子的而對她感到不服氣，但實際上喜歡琴子。
白玉須天（Shiratama Suama）
配音員：川井田夏海（日本）、梁少霞（香港）、（台灣）
夢的同學，初中一年級生。和菓子店白玉庵的東主的女兒。於第二季升上二年級。

#### 主要人物其家族
日向春奈（Hinata Haruna）
配音員：寺崎裕香（日本）、林元春（香港）、連思宇（台灣）
夢的母親。在公司為課長。
夢的父親
配音員：竹本英史（日本）、陳卓智（香港）、孟慶府（台灣）
興趣為收集石頭。
後藤奈奈（Gotou Nana）
配音員：小原好美（日本）、羅孔柔（香港）、（台灣）
夢的表妹。
後藤奈津美（Gotou Natsumi）
配音員：佐藤聰美（日本）、詹健兒（香港）、（台灣）
奈奈的母親，夢的姨母。
後藤美美（Gotou Mimi）
配音員：長繩麻理亞（日本）、張頌欣（香港）、（台灣）
奈奈的妹妹，夢的表妹。
朝陽的母親
配音員：大原沙耶香（日本）、謝潔貞（香港）、（台灣）

朝陽的父親
配音員：濱田賢二（日本）、張錦江（香港）、（台灣）

琴子的母親
配音員：川澄綾子（日本）、沈小蘭（香港）、（台灣）

琴子的父親
配音員：新垣樽助（日本）、蘇強文（香港）、（台灣）
任職老師。
今井石集齋（Imai Sekishuusai）
配音員：斧篤志（日本）、陳永信（香港）、（台灣）
琴子的祖父。退休老師，同時為有名的石頭收藏家。
琴子的祖母
配音員：所河仁美（日本）、雷碧娜（香港）、（台灣）

今井律（Imai Ritsu）
配音員：田丸篤志（日本）、黃積權（香港）、（台灣）
琴子的哥哥。於美國留學的大學生，於第44話回日本探親。與亮仁為同校生，與他一起在研究室工作。於第二季與亮仁再次回到日本。
常羽的母親
配音員：森奈奈子（日本）、曾秀清（香港）、（台灣）

常羽的父親
配音員：松本忍（日本）、（香港）、（台灣）

常羽的祖母
配音員：八百屋杏（日本）、黃麗芳（香港）、（台灣）

安西寬太（Anzai Kanta）
配音員：藍原琴美（日本）、謝潔貞（香港）、（台灣）
常羽的弟弟，與健太為雙子。
安西健太（Anzai Kenta）
配音員：關根有咲（日本）、陳琴雲（香港）、（台灣）
常羽的弟弟，與寬太為雙子。
優人（Yuuto）
配音員：內匠靖明（日本）、曹啟謙（香港）、（台灣）
常羽的表哥。於動物園工作。
遼仁的母親
配音員：櫻井浩美（日本）、陳琴雲（香港）、（台灣）

遼仁的父親
配音員：江越彬紀（日本）、李錦綸（香港）、（台灣）

舞良的母親
配音員：植田佳奈（日本）、詹健兒（香港）、（台灣）
於舞良11歲時因病去世。
舞良的父親
配音員：中井和哉（日本）、蕭徽勇（香港）、（台灣）

#### 其他
直美（Naomi）
配音員：前川涼子（日本）、詹健兒（香港）、（台灣）
模特兒。舞良的朋友。於第二季成為亞克姆的魔法的首個受害者，變得對模特兒的工作毫無動力。
阿本姬香（Amoto Himeka）
配音員：鈴代紗弓（日本）、詹健兒（香港）、（台灣）
APON牧場的負責人的女兒。舞良的粉絲。在舞良參觀牧場時，因她的魅力而感到自卑，因而被黑暗深淵攪亂夢境。
亞衣（Ai）
配音員：大和田仁美（日本）、羅孔柔（香港）、（台灣）
草莓糕餅店東主的女兒，勇氣的妹妹。夢小學時的同校生。因家庭生意忙碌，父母無法為孩子們辦聖誕派對而對他人感羨慕，因而被注入尤里仔深淵暴走；尤里仔深淵被淨化後在夢中與父母開聖誕派對，更被天上女王邀請進城堡參觀。
勇氣（Yuuki）
配音員：東內麻里子（日本）、陳琴雲（香港）、（台灣）
草莓糕餅店東主的兒子，亞衣的哥哥。夢小學時的同校生。因家庭生意忙碌，父母無法為孩子們辦聖誕派對而對他人感羨慕，因而被注入尤里仔深淵暴走；尤里仔深淵被淨化後在夢中與父母開聖誕派對，更被天上女王邀請進城堡參觀。
花咲（Hanasaki）
配音員：山下誠一郎（日本）、李凱傑（香港）、（台灣）
於第二季登場，網球比賽中朝陽的對手。很享受打網球，因而被注入尤里仔深淵暴走。
麻子（Asako）
配音員：千本木彩花（日本）、廖欣怡（香港）、（台灣）
於第二季登場，與薰為姊妹。在山上雨中演奏時被遠足中的夢等人遇到。
薰（Kaoru）
配音員：白石晴香（日本）、陳琴雲（香港）、（台灣）
於第二季登場，與麻子為姊妹。在山上雨中演奏時被遠足中的夢等人遇到。

### 奇蹟夢幻王國
露芝亞／天上女王（Lucia）
配音員：井上喜久子（日本）、鄭麗麗（香港）、王貞令（台灣）
奇蹟夢幻王國的女王。出現在夢的夢境裡，告訴她若與小缪收集許多夢夢寶石，將會實現她一個願望。為萊拉／噩夢女王的妹妹。雖然是女王，但是偶爾會露出喜歡吃甜食等天然呆的一面。
名字露琪亞原文意思是拉丁文的「Lux」，意指「燈」以及「光」。
精靈
配音員：小針彩希、松岡美里、吉田有里、望田緋鞠、れいみ、唯野朱里、河瀨茉希、藤田奈央（日本）、陳皓宜、曾秀清、魏惠娥、梁少霞、林元春（香港）
奇蹟夢幻王國的住民，負責服侍天上女王。為夢夢同伴們的製作者。
萊拉／噩夢女王（Lyra）
配音員：久川綾（日本）、梁少霞（香港）、（台灣）
第一季頭號反派，為一直孑然一身的尤里注入生命，並命令他用黑暗深淵攪亂人們的夢境，妄圖將噩夢散播到全世界。於第24話把遼仁洗腦，使他成為尤里的搭檔；因遼仁逐漸找回良心，於第37話為他注入黑暗深淵，使他完全為她效忠。為露芝亞／天上女王的姊姊；兩人年輕時關係不錯，但因即使自己為了成為女王而努力，妹妹卻因性格較受精靈歡迎而感自卑。在妹妹意外燒毀她的醃蘿蔔後，她離開了王國；得知妹妹在她走後成為女王，卻似乎不在乎她的離去，更感怨恨，決定將噩夢散播而製造了尤里。選中遼仁的原因正是因為其經歷與她的相似。於第一季終段與妹妹和好，並搬回了王國，與妹妹一同當王國的女王。
其名字取自阿拉伯語的「夜晚（Lyra）」。
路加・加百列（Luca Gabriel）
配音員：不明（日本）、雷碧娜（香港）、（台灣）
第一季終段登場的天馬，在第46話引領了剛夢境同步了的朝陽和阿玲。
亞克姆（Akumu）
配音員：高橋美佳子（日本）、曾秀清（香港）、（台灣）
第一季終段登場，為第二季頭號反派，妄圖將世界中閃亮的希望和夢想轉換成噩夢，並建造「噩夢樂園」。實際上在很久以前是奇蹟夢幻王國的女王，本名是「奧姆蘿」，現在年齡推測為2000歲；喜歡有趣的事物，曾想建造「有趣樂園」令人們興奮而收集人們的夢想力量，但逐漸地普通的夢想無法滿足她，因而轉為散播噩夢，改名為「亞克姆」，並建造了「噩夢樂園」，曾令世界充滿了噩夢；但後來被封印在現為一五山的地方，直至第一季終段，萊拉的噩夢城堡倒塌後才被解除封印。於第二季第48話被眾人淨化恢復為原本的奧姆蘿的樣子。
其名字正是日語的「噩夢」之意。

### 其他
小Q（Q-chan）
配音員：泊明日菜（日本）、陳琴雲（香港）、（台灣）
日向家養的小狗。一開始被怕狗的小缪害怕，然而牠其實想和她做朋友；第9話中為此而悶悶不樂，但在夢中世界以擬人化的姿態向小缪表達心意後，她終於願意與牠親近（但仍然怕其他狗）。
朴吉（Ponkichi）
配音員：小林由美子（日本）、陳琴雲（香港）、（台灣）
住在海岬上的狸貓，現為幽靈。與朴可為情侶，生前卻意外與她分離，成為幽靈後也失去記憶；因為夢等人的努力而恢復記憶，最後與朴可到天國生活。
朴可（Poko）
配音員：齋藤彩夏（日本）、劉惠雲（香港）、（台灣）
住在海岬上的狸貓，現為幽靈。與朴吉為情侶，為了讓朴吉恢復記憶而借用了訓練營場地管理人老婆婆的身體；最後與朴吉到天國生活。
小黑（Kuro-chan）
配音員：島崎信長（日本）、關令翹（香港）、（台灣）
黑貓。原本為流浪貓，經常被大貓欺負。在公園與華偶遇、熟絡，後與華一同被黑暗深淵攪亂夢境，被淨化後則在夢中世界被華鼓勵；事後被華收養。

## 動畫版用語
※注意：部分中文名稱僅為暫譯。
夢境同步（Yume Synchro）
進入人的夢境中的能力。最初擁有此能力的有小缪與夢，以及其他夢夢同伴，其他夢幻搭檔則未能進入夢境。於第46話透露朝陽與阿玲亦可進入夢境；第二季中其他夢幻搭檔可透過夢夢羅盤進入夢境。
夢幻搭檔（Dream Partner）
對成為搭檔的玩偶貓與人類的稱呼。
夢夢同伴（Dreamy Mate）
對玩偶貓們的稱呼。每隻玩偶貓都附有說明書。與人類成為搭檔並變得能夠說話和活動的玩偶貓們不能在其他人類面前表露真身，否則會變回普通玩偶；在其他夢幻搭檔面前則沒有問題。
夢夢寶石（Dreamy Stone）
消滅黑暗深淵後，人的心中產生新的夢境時出現的寶石。
夢夢粉盒（Dreamy Compact）
附於夢的胸前，用貓貓鑰匙打開後能夠進入人的夢境。亦可以用來占卜。
夢夢羅盤（Dreamy Compass）
第二季出現，由夢夢粉盒變化出來的進化版道具，為該季夢境同步所需道貝之一，可讓夢以外的夢幻搭檔進入夢境。亦能在尋人或物件時指出所在位置的方向。
貓貓鑰匙（Mewkle Key）
於小缪左耳的星星斑紋出現，用於打開夢夢粉盒。
貓貓魔杖（Mewkle Stick）
主要用於消滅黑暗深淵的魔法棒，也能使出其他魔法。
貓貓虹弓（Mewkle Rain-Bow）
由貓貓魔杖結合貓貓鑰匙而變化出來的進化版道具，主要用於消滅黑暗深淵和淨化受噩夢困擾的人，亦可於現實與夢境之間穿越。
夢夢寶箱（Dreamy Box）
用於儲存夢夢寶石。若收集許多夢夢寶石，女王將會實現一個願望。
王子寶石（Prince Stone）
朝陽與阿玲進行夢境同步時所需道具。
貓貓星章（Mewkle Star）
第一季最終回出現，女王送給夢夢同伴們作為解決第一季事件的謝禮。於第二季為夢境同步所需道貝之一，亦可讓所持者隨時隨地前往奇蹟夢幻王國的城堡。
黑暗空洞（Black Schema）
由人的負面情緒產生出來的暗黑物質。
黑暗深淵（Black Abyss）
可以嵌於黑暗空洞中或附於夢中物件的寶石，能攪亂人的夢境，並使人暴走。
尤里仔深淵（Yuni-chi Abyss）
尤里用卡紙板製作、形狀類似黑暗深淵的道具，能附於現實或夢中物件作惡作劇。尤里仔深淵被消滅後不會產生夢夢寶石。有一升級版名為「超級豪華版尤里仔尤里仔深淵」。
新月尤里魔杖（Mikadzuki Yuni Stick）
尤里使用的魔法棒，主要用於注入黑暗深淵或尤里仔深淵，也有眾多其他功能。
奇蹟夢幻王國
小缪等的出身地，位於天上的世界。
夢夢薰衣草（Dreamy Lavender Flower）
第二季出現，其力量曾於以前拯救過奇蹟夢幻王國。

## 電視動畫

### 製作人員
- 原作：三麗鷗[8]
- 導演：櫻井弘明[8]
- 劇本統籌：金杉弘子（日语：金杉弘子）[8]
- 角色、道具設計：古木舞[8]
- 美術監督：水谷利春
- 色彩設計：日野亞朱佳
- 攝影監督：KIL SOUNG-JU
- 編輯：山岸步奈實
- 音樂：川田瑠夏[8]
- 音樂製作：MASTERHOOD[8]
- 音響監督：明田川仁[26]
- 音響製作：Magic Capsule（日语：マジックカプセル）[26]
- 企画協力：今千秋[8][註 2]
- 製作人：矢本夏子（第1季）、福田浩平、原直輝、小濱匠（第1季）、團野喜人（第1季第1－29話）→青木美菜子（第1季第30－48話）→西浦陽一（第2季起）、松倉友二、田口由香子（第1季）、細川修
- 動畫製作人：松倉友二[27]
- 動畫製作：J.C.STAFF[8]
- 製作：東京電視台、ADK Emotions、J.C.STAFF

### 主題曲

#### 第1季
片頭曲（未來到來夢想到來!）
作詞：畑亞貴／作曲、編曲：EFFY／歌：澤田真里愛
- 第13話開始，片頭動畫加入新角色常羽、寧寧和阿玲。
- 第27話開始，片頭動畫再度更新，加入朝陽和阿玲等的新畫面。

片尾曲（心跳Collector）
作詞：畑亞貴／作曲、編曲：Motokiyo／銅管改編：菊谷知樹／歌：澤田真里愛
- 第27話開始，片尾動畫中常羽和朝陽加入主角團一起跳舞。

#### 第2季
片頭曲（加油!加油!夢夢跳躍）
作詞：畑亞貴／作曲、編曲：高田曉／歌：加藤一華 & 金城成美
片尾曲（最喜愛的世界）
作詞：畑亞貴／作曲、編曲：三好啓太／歌：加藤一華 & 金城成美

### 各話列表
| 話數   | 日文標題 | 中文標題                  | 香港標題               | 劇本            | 分鏡              | 演出                                       | 作畫監督                                                 | 總作畫監督      |
| ------ | -------- | ------------------------- | ---------------------- | --------------- | ----------------- | ------------------------------------------ | -------------------------------------------------------- | --------------- |
| 第1話  |          | 開始的故事                | 最初的故事             | 金杉弘子        | 櫻井弘明 今千秋   | 石田美由紀 今千秋                          | 佐藤嵩光 坂本哲也 迫由里香                               | 古木舞          |
| 第2話  |          | 用梦境同步体验入部        | 夢境同步體驗課外活動   | 金杉弘子        | 櫻井弘明 今千秋   | 海宝興蔵 今千秋                            | 橋詰力 迫由里香                                          | 藤井昌宏 古木舞 |
| 第3話  |          | 进入前辈的梦境            | 闖進師兄的夢境         | 金杉弘子        | 大地丙太郎        | 富永恒雄                                   | 松本文男 小倉恭平                                        | 藤井昌宏 古木舞 |
| 第4話  |          | 另一个的夢夢同伴？        | 另一個夢夢同伴？               | 金杉弘子        | 富永恒雄          | 富永恒雄                                   | 松本文男 小倉恭平                                        | 藤井昌宏 古木舞 |
| 第5話  |          | 琴子與咚咚                | 琴子和                 | 水上清資        | 宮崎なぎさ        | 森田侑希                                   | 川島明子 關本美穂                                        | 藤井昌宏        |
| 第6話  |          | 第一次的期中考試          | 第一次期中試           | 金杉弘子        | 川島宏            | 石田美由紀                                 | 大木良一                                                 | 古木舞          |
| 第7話  |          | 加油！加油！青梅竹馬      | 加油！加油！青梅竹馬   | 大場小ゆり      | 木村英文          | 村山靖                                     | 松本文男 小倉恭平 岡辰也 阿形大輔                        | 藤井昌宏        |
| 第8話  |          | 林間學校的大吵架！？      | 在宿營吵大架！？       | 金杉弘子        | 富永恆雄          | 富永恆雄                                   | 松本文男 小倉恭平 岡辰也 阿形大輔                        | 藤井昌宏 古木舞 |
| 第9話  |          | 小Q的憂鬱                 | 小Q的憂鬱              | 水上清資        | 山川吉樹          | 海宝興蔵                                   | 坂本哲也                                                 | 古木舞          |
| 第10話 |          | 下雨天睡眠不足的小夢      | 下雨天，小夢睡不飽     | 今千秋 稻葉央明 | 高木啟明          | 高木啟明                                   | 松本文男 小倉恭平 阿形大輔                               | 藤井昌宏        |
| 第11話 |          | 與奈奈一起玩              | 跟奈奈一起玩吧         |                 |                   | 本間修 森田侑希                            | 川島明子 關本美穂                                        | 藤井昌宏        |
| 第12話 |          | 我會先找到的紐            | 我尤里會第一個找到，Nyui   | 金杉弘子        | 木村英文          | 村山靖                                     | Park Ji-Seung 松本文男 小倉恭平                          | 藤井昌宏        |
| 第13話 |          | 轉校生常羽                | 轉學生                 | 金杉弘子        | 島崎奈奈子        | 石田美由紀                                 | 佐藤嵩光                                                 | -               |
| 第14話 |          | 常羽大爭奪                | 常羽爭奪戰                 |                 | 富永恆雄          | 富永恆雄                                   | 小倉恭平 松本文男 岡辰也                                 | 藤井昌宏        |
| 第15話 |          | 心跳不已的煙花大會        | 緊張心動的煙花大會     | 金杉弘子        |                   | 海宝興蔵                                   | 坂本哲也                                                 | -               |
| 第16話 |          | 還是想替他加油！          | 我畢竟是啦啦隊少女！   |                 | 櫻井弘明          | 村山靖                                     | 小倉恭平 松本文男 Park Ji-Seung 阿形大輔 岡辰也          | 藤井昌宏        |
| 第17話 |          | 恐怖的小番茄人            | 恐怖的小番茄俠         | 橫谷昌宏        | 大地丙太郎        | 石田美由紀 森田侑希                        | 川島明子 關本美穂                                        | 藤井昌宏        |
| 第18話 |          | 不要去海岬哦              | 絕對不可以去海角       | 水上清資        | 富永恆雄          | 富永恆雄                                   | 小倉恭平 松本文男 Park Ji-Seung                          | 藤井昌宏        |
| 第19話 |          | 生日小夢合宿中            | 小夢生日正好要集訓     | 金杉弘子        | 鈴木行            | 海宝興蔵                                   | 坂本哲也                                                 | -               |
| 第20話 |          | 你好啊！瑞                | 你好！                 | 金杉弘子        | 高木啟明          | 高木啟明                                   | 小倉恭平 松本文男 岡辰也                                 | 藤井昌宏 古木舞 |
| 第21話 |          | 寬太與健太的夢境同步      | 寛太和健太的夢境同步   | 橫谷昌宏        | 湖山禎崇          | 石田美由紀                                 | 佐藤嵩光                                                 | 古木舞          |
| 第22話 |          | 杉山☆天堂                 | 杉山師兄天堂           |                 | 渡部高志          | 村山靖                                     | 福世孝明 古澤貴文 Park Ji-Seung 岡辰也 阿形大輔 松本文男 | 松本文男        |
| 第23話 |          | 的夢想                    | 的夢想                 | 中村能子        |                   | 海宝興蔵 森田侑希                          | 坂本哲也 川島明子 關本美穂                               | 藤井昌宏        |
| 第24話 |          | 力量提升的文化祭          | 實力提升的文化祭       | 金杉弘子        | 木村英文          | 富永恒雄                                   | 福世孝明 小倉恭平 古澤貴文 岡辰也 松本文男               | 松本文男        |
| 第25話 |          | 夢夢同伴全體集合！        | 夢夢同伴，全體集合             | 金杉弘子        | 大地丙太郎 今千秋 | 富永恒雄 今千秋                            | 小倉恭平 古澤貴文 福世孝明 Park Ji-Seung 松本文男 古木舞 | 松本文男 古木舞 |
| 第26話 |          | 青梅竹馬知道嗎？          | 是青梅竹馬就會知道？   | 金杉弘子        | 櫻井弘明          | 海宝興蔵                                   | 佐藤嵩光                                                 | -               |
| 第27話 |          | 歡迎光臨！前往天上城堡    | 歡迎來到天空上的城堡   |                 | 大地丙太郎        | 村山靖                                     | 古澤貴文 小倉恭平 福世孝明 Park Ji-Seung 岡辰也          | 松本文男        |
| 第28話 |          | 月島My Love♡              | 舞良My love            | 金杉弘子        | 櫻井弘明          | 石田美由紀                                 | 大木良一 坂本哲也 古木舞                                 | -               |
| 第29話 |          | 膽小的南瓜                | 膽小的南瓜             | 橫谷昌宏        | 富永恆雄          | 富永恆雄                                   | 古澤貴文 福世孝明 小倉恭平 岡辰也 阿形大輔 松本文男      | 松本文男        |
| 第30話 |          | 由咪和姆可                | 讀心仔和憤怒仔         |                 | 鐮倉由實          | 海宝興蔵 森田侑希                          | 川島明子 關本美穂                                        | 藤井昌宏        |
| 第31話 |          | 約會時心動不已的小夢      | 小夢有個約會，心跳加速 | 中村能子        | 高木啟明          | 高木啟明                                   | 小倉恭平 福世孝明 古澤貴文 岡辰也 阿形大輔 松本文男      | 松本文男        |
| 第32話 |          | 生日就是One One一五！     | 生日是1115             | 金杉弘子        | 島崎奈奈子        | 海宝興蔵                                   | 佐藤嵩光                                                 | -               |
| 第33話 |          | 要是能送到就好了 夢境吊飾 | 希望你會收到，夢夢吊飾     |                 | 富永恆雄          | 村山靖                                     | 古澤貴文 小倉恭平 福世孝明 南伸一郎                      | 松本文男        |
| 第34話 |          | 與舞良前往牧場            | 跟舞良一起去牧場       | 中村能子        |                   | 石田美由紀                                 | 坂本哲也                                                 | -               |
| 第35話 |          | 向流星許願吧☆             | 向天上的流星許願       | 橫谷昌宏        | 木村英文          | 富永恒雄                                   | 小倉恭平 古澤貴文 岡辰也 松本文男                        | 松本文男        |
| 第36話 |          | 年末年初就是大家開心！    | 年底年初大家都開開心心 | 金杉弘子        | 大地丙太郎        | 海宝興蔵 森田侑希                          | 川島明子 關本美穂                                        | 藤井昌宏        |
| 第37話 |          | 遼仁學長的秘密            | 杉山師兄的秘密         | 金杉弘子        | 渡部高志          | 富永恒雄                                   | 古澤貴文 小倉恭平 福世孝明 岡辰也 松本文男               | 松本文男        |
| 第38話 |          | 不想放開小缪！            | 我不會放開妙妙的           | 金杉弘子        | 島崎奈奈子        | 石田美由紀                                 | 佐藤嵩光                                                 | -               |
| 第39話 |          | 小石頭和大石頭            | Rock Pebble and Stones | 水上清資        | 富永恆雄          | 村山靖                                     | 小倉恭平 古澤貴文 岡辰也 松本文男                        | 松本文男        |
| 第40話 |          | 雪人別融化                | 希望雪人不要融化       | 中村能子        | 鐮倉由實          | 海宝興蔵                                   | 坂本哲也                                                 | -               |
| 第41話 |          | 分發情人節和果子吧！      | 在情人節分發和菓子吧   | 橫谷昌宏        | 高木啟明          | 高木啟明                                   | 小倉恭平 古澤貴文 岡辰也 福世孝明 松本文男               | 松本文男        |
| 第42話 |          | 寶物石頭突然降臨！        | 突如其來的珍藏寶石     |                 |                   | 海宝興蔵 森田侑希                          | 川島明子 關本美穂                                        | 藤井昌宏        |
| 第43話 |          | 給前輩們加油吧！          | 為師兄師姐跳啦啦隊舞   | 渡部高志        | 村山靖            | 古澤貴文 福世孝明 南伸一郎 岡辰也 松本文男 | 松本文男                                                 |                 |
| 第44話 |          | 亮仁回來了！              | 亮仔回來了             | 金杉弘子        | 佐藤龍雄 今千秋   | 石田美由紀 今千秋                          | 佐藤嵩光 古木舞                                          | -               |
| 第45話 |          | 好像是噩夢城堡？          | 看來我們來到了噩夢城堡 |                 | 木村英文          | 高木宏明                                   | 古澤貴文 福世孝明 岡辰也 松本文男                        | 松本文男        |
| 第46話 |          | 女王陛下與女王陛下        | 女王陛下與女王大人     | 金杉弘子        | 島崎奈奈子        | 海宝興蔵                                   | 坂本哲也                                                 | -               |
| 第47話 |          | 小夢的夢想                | 小夢的夢想             | 金杉弘子        | 大地丙太郎        | 富永恒雄                                   | 古澤貴文 岡辰也 南伸一郎 阿形大輔 松本文男               | 松本文男 古木舞 |
| 第48話 |          | 恭喜畢業入學！            | 恭喜畢業和入學         | 金杉弘子        | 鐮倉由實 櫻井弘明 | 石田美由紀 海宝興蔵                        | 佐藤嵩光                                                 | -               |

| 話數   | 日文標題 | 中文標題                         | 香港標題                 | 劇本               | 分鏡               | 演出                | 作畫監督                                                                                               | 總作畫監督                        |
| ------ | -------- | -------------------------------- | ------------------------ | ------------------ | ------------------ | ------------------- | --- | --------------------------------- |
| 第1話  |          | 做到夢境同步了！                 | 做到夢境同步了           | 金杉弘子           | 櫻井弘明           | 海宝興蔵 石田美由紀 | 長崎千穗 筱原佐代子 坂本哲也 高橋美香                                                                  | 坂本哲也 高橋美香                 |
| 第2話  |          | 尤里隨波逐流                     | 尤里隨風而行                 | 金杉弘子           | 富永恆雄           | 森田侑希 石田美由紀 | 川島明子 關本美穂                                                                                      | 藤井昌宏                          |
| 第3話  |          | 生日快樂常羽                     | 生日快樂                 | 金杉弘子           | 高木啟明           | 粟井重紀            | 粟井重紀 新城真 壽門堂                                                                                 | 藤井昌宏                          |
| 第4話  |          | 小一和小成來了！                 | 不適用                   | （真人版特別節目） | （真人版特別節目） | （真人版特別節目）  | （真人版特別節目）                                                                                     | （真人版特別節目）                |
| 第5話  |          | 是奇亞叭噗♡                      | 芊亞，Babu                   | 金杉弘子           | 島崎奈奈子         | 海宝興蔵            | 佐藤嵩光 筱原佐代子                                                                                    | 佐藤嵩光                          |
| 第6話  |          | 有好多小寶寶                     | 到處都是寶寶             |                    | 富永恆雄           | 富永恆雄            | 松本文男 橫山悅子 齋藤和廣                                                                             | 藤井昌宏                          |
| 第7話  |          | 好好享受吧朝陽                   | 盡情享受吧，朝陽         | 橫谷昌宏           |                    | 石田美由紀          | 高橋美香 長崎千穗                                                                                      | 高橋美香                          |
| 第8話  |          | 與小一和小成挑戰剪紙！           | 不適用                   | （真人版特別節目） | （真人版特別節目） | （真人版特別節目）  | （真人版特別節目）                                                                                     | （真人版特別節目）                |
| 第9話  |          | 在搞笑大獎賽出場吧！             | 我們要參加搞笑大賽       |                    | 岩崎良明           | 中川根三好          | YU BONG HYUN LEE JUNG NAM PACK MA GANG                                                                 | 藤井昌宏 古木舞                   |
| 第10話 |          | 戶外活動很有趣！                 | 戶外活動很好玩           | 中村能子           | 島崎奈奈子         | 森田侑希 海宝興蔵   | 川島明子 關本美穂                                                                                      | 藤井昌宏 古木舞                   |
| 第11話 |          | 我要開派對紐！                   | 我們要辦生日會，Nyui     | 金杉弘子           | 富永恆雄 高木啟明  | 高木啟明            | 松本文男 橋本久美 今井惠                                                                               | -                                 |
| 第12話 |          | 與小一和小成挑戰繪畫！           | 不適用                   | （真人版特別節目） | （真人版特別節目） | （真人版特別節目）  | （真人版特別節目）                                                                                     | （真人版特別節目）                |
| 第13話 |          | 銀河就是興奮不已閃閃發亮！       | 開心雀躍閃閃發光的銀河   | 金杉弘子           | 山岡實             | 海宝興蔵            | 佐藤嵩光 筱原佐代子                                                                                    | 佐藤嵩光                          |
| 第14話 |          | 天空的閃閃發亮煙花大會           | 天空閃閃發光的煙火大會   |                    |                    | 石田美由紀 海宝興蔵 | 新城真 吉田肇 粟井重紀                                                                                 | 古木舞 藤井昌宏 佐藤嵩光          |
| 第15話 |          | 大掃除快樂亮晶晶！               | 大掃除開心閃閃發光       | 橫谷昌宏           | 佐藤龍雄           | 石田美由紀          | 高橋美香 長崎千穗                                                                                      | 高橋美香                          |
| 第16話 |          | 與小一和小成挑戰打氣！           | 不適用                   | （真人版特別節目） | （真人版特別節目） | （真人版特別節目）  | （真人版特別節目）                                                                                     | （真人版特別節目）                |
| 第17話 |          | 好久不見百合前輩                 | 好久不見了，百合師姐     | 金杉弘子           | 富永恆雄           | 富永恆雄            | 松本文男 齋藤和廣 橫山悅子 今井惠 橋本久美                                                             | -                                 |
| 第18話 |          | 與小一和小成夢夢貓 Mix！         | 不適用                   | （真人版特別節目） | （真人版特別節目） | （真人版特別節目）  | （真人版特別節目）                                                                                     | （真人版特別節目）                |
| 第19話 |          | 今年生日小夢也在合宿中           | 今年小夢生日也遇上集訓   | 中村能子           | 島崎奈奈子         | 森田侑希 石田美由紀 | 川島明子 關本美穂                                                                                      | 藤井昌宏 古木舞                   |
| 第20話 |          | 與小一和小成挑戰黏土手工！       | 不適用                   | （真人版特別節目） | （真人版特別節目） | （真人版特別節目）  | （真人版特別節目）                                                                                     | （真人版特別節目）                |
| 第21話 |          | 我也想送禮物                     | 我也很想送禮物           | 金杉弘子           |                    | 海宝興蔵            | 佐藤嵩光 筱原佐代子                                                                                    | 佐藤嵩光                          |
| 第22話 |          | 一五町甜品大賽                   | 一五町甜品大賽           |                    | 富永恆雄 高木啟明  | 高木啟明            | 松本文男 今井惠 橋本久美 齋藤和廣 橫山悅子 RadPlus 古木舞                                              | -                                 |
| 第23話 |          | 在河邊玩個痛快！                 | 在河邊乒乒乓乓           | 橫谷昌宏           | 大地丙太郎         | 石田美由紀          | 高橋美香 長崎千穗                                                                                      | 高橋美香                          |
| 第24話 |          | 天空上的秘密房間                 | 天空上的秘密房間         | 中村能子           |                    | 石田美由紀 千葉大輔 | 新城真 粟井重紀 大西陽一 南伸一郎 吉田肇 Revival                                                       | 古木舞 藤井昌宏 佐藤嵩光          |
| 第25話 |          | 與小一和小成挑戰AI機器人！       | 不適用                   | （真人版特別節目） | （真人版特別節目） | （真人版特別節目）  | （真人版特別節目）                                                                                     | （真人版特別節目）                |
| 第26話 |          | 亞克姆請收下～                   | 對亞克姆說請你吃         | 金杉弘子           | 山岡實             | 海宝興蔵            | 佐藤嵩光 筱原佐代子                                                                                    | 佐藤嵩光                          |
| 第27話 |          | 體育樂園也一樣                   | 夢中的運動樂園           | 金杉弘子           | 高田耕一           | 門田英彥            | 武口憲司 kwon yong sang                                                                                | 古木舞 藤井昌宏                   |
| 第28話 |          | 在京都My Love♡                   | 在京都，My Love          | 金杉弘子           | 櫻井弘明           | 石田美由紀          | 高橋美香 長崎千穗                                                                                      | 高橋美香                          |
| 第29話 |          | 噩噩萬聖節噩夢！                 | 噩夢噩夢萬聖節做噩夢     |                    | 島崎奈奈子         | 森田侑希 石田美由紀 | 川島明子 關本美穂                                                                                      | 藤井昌宏                          |
| 第30話 |          | 與小一和小成挑戰香蕉！           | 不適用                   | （真人版特別節目） | （真人版特別節目） | （真人版特別節目）  | （真人版特別節目）                                                                                     | （真人版特別節目）                |
| 第31話 |          | 在搞笑樂園APOPO的PON             | 在搞笑樂園，Apon再ponpon | 橫谷昌宏           | 富永恆雄           | 海宝興蔵            | 佐藤嵩光 筱原佐代子 福本佳菜繪                                                                         | 佐藤嵩光                          |
| 第32話 |          | 今年是雙倍的One One一五          | 今年是雙重1115           | 中村能子           |                    | 前園文夫            | 永田有香 陳潔瓊 Big Owl STUDIO MASSKET                                                                 | 古木舞 藤井昌宏                   |
| 第33話 |          | Bonjour城就是閃閃發亮            | Bonjour城閃閃發光        |                    | 高田耕一           | 服部福太郎 海宝興蔵 | 新城真 大西陽一 谷翔太郎 有賀英明 清水美友紀 STUDIO MASSKET                                            | 古木舞 藤井昌宏 佐藤嵩光 高橋美香 |
| 第34話 |          | 與小一和小成挑戰川柳！           | 不適用                   | （真人版特別節目） | （真人版特別節目） | （真人版特別節目）  | （真人版特別節目）                                                                                     | （真人版特別節目）                |
| 第35話 |          | 蘇蘇的漂亮眼鏡樂園               | 蘇蘇的美妙眼鏡樂園           | 中村能子           | 鐮倉由實           | 石田美由紀          | 高橋美香 長崎千穗 津畑春香 田中愛美 山下真子                                                           | 高橋美香                          |
| 第36話 |          | 垃圾垃圾垃圾不要扔掉它           | 垃圾垃圾垃圾別丟         | 橫谷昌宏           | 高田耕一           | 森田侑希 石田美由紀 | 川島明子 關本美穂                                                                                      | 藤井昌宏                          |
| 第37話 |          | 有好多聖誕老人！                 | 有很多聖誕老人           | 金杉弘子           |                    | 山崎立士            | 武口憲司 kwon yong sang                                                                                | 古木舞                            |
| 第38話 |          | 與小一和小成挑戰製作「歌留多」！ | 不適用                   | （真人版特別節目） | （真人版特別節目） | （真人版特別節目）  | （真人版特別節目）                                                                                     | （真人版特別節目）                |
| 第39話 |          | 我要說重要的話！                 | 有重要的事要說           | 金杉弘子           | 島崎奈奈子         | 海宝興蔵            | 佐藤嵩光 長崎千穗 津畑春香 田中愛美 山下真子 福本佳菜繪 筱原佐代子                                     | 佐藤嵩光                          |
| 第40話 |          | 與小一和小成挑戰「奇蹟」！       | 不適用                   | （真人版特別節目） | （真人版特別節目） | （真人版特別節目）  | （真人版特別節目）                                                                                     | （真人版特別節目）                |
| 第41話 |          | 大家一起守護公主吧！             | 大家一起守護公主         |                    | 山岡實             | 腰繁男              | 北島勇樹                                                                                               | 藤井昌宏 古木舞                   |
| 第42話 |          | 與小一和小成挑戰「咚咚」！       | 不適用                   | （真人版特別節目） | （真人版特別節目） | （真人版特別節目）  | （真人版特別節目）                                                                                     | （真人版特別節目）                |
| 第43話 |          | 進行替換作戰吧紐！               | 調換大作戰開始了，Nyui   | 橫谷昌宏           |                    | 石田美由紀          | 坂本哲也 長崎千穗 筱原佐代子 津畑春香 福本佳菜繪 田中愛美 山下真子 淺尾宏成 佐佐木綾 曉 STUDIO MASSKET | 古木舞                            |
| 第44話 |          | 亞克姆也要過情人節               | 亞克姆也要過情人節       | 金杉弘子           | 佐藤龍雄           | 海宝興蔵            | 津畑春香 長崎千穗 田中愛美 山下真子 筱原佐代子 福本佳菜繪 高橋美香                                     | 高橋美香                          |
| 第45話 |          | 我們是三貓耳！                   | 我們就是三貓俠           | 金杉弘子           | 高田耕一           | 森田侑希 海宝興蔵   | 川島明子 關本美穂 齋藤香織                                                                             | 藤井昌宏 古木舞                   |
| 第46話 |          | 與小一和小成挑戰「小缪」？       | 不適用                   | （真人版特別節目） | （真人版特別節目） | （真人版特別節目）  | （真人版特別節目）                                                                                     | （真人版特別節目）                |
| 第47話 |          | 找到夢幻搭檔了！                 | 終於找到夢幻搭檔了           | 金杉弘子           | 高田耕一           | 石田美由紀          | 坂本哲也 長崎千穗 筱原佐代子 津畑春香 福本佳菜繪 田中愛美 山下真子                                     | 坂本哲也                          |
| 第48話 |          | 三個人就是公主〜                 | 三個一起當公主           | 金杉弘子           | 鐮倉由實           | 海宝興蔵            | 高橋美香 長崎千穗 筱原佐代子 津畑春香 福本佳菜繪 田中愛美 山下真子                                     | 高橋美香                          |
| 第49話 |          | 有好多興奮閃亮！                 | 四周都開心雀躍，閃閃發光 | 金杉弘子           | 櫻井弘明           | 石田美由紀 海宝興蔵 | 坂本哲也 高橋美香 筱原佐代子 長崎千穗                                                                  | 古木舞                            |
| 第50話 |          | 轉啊轉啊一定會來的～             | 不適用                   | -                  | 櫻井弘明           | 石田美由紀          | 古木舞                                                                                                 | -                                 |

### 播放電視台
| 播放地區       | 播放電視台   | 播放日期                                     | 播放時間                                | 所屬聯播網 | 備註                  |
| 第1季          | 第1季        | 第1季                                        | 第1季                                   | 第1季      | 第1季                 |
| -------------- | ------------ | -------------------------------------------- | --------------------------------------- | ---------- | --------------------- |
| 關東廣域圈     | 東京電視台   | 2020年4月5日－2021年4月4日                   | 星期日 10:30 - 11:00                    | 東京電視網 |                       |
| 大阪府         | 大阪電視台   | 2020年4月5日－2021年4月4日                   | 星期日 10:30 - 11:00                    | 東京電視網 |                       |
| 北海道         | 北海道電視台 | 2020年4月5日－2021年4月4日                   | 星期日 10:30 - 11:00                    | 東京電視網 |                       |
| 愛知縣         | 愛知電視台   | 2020年4月5日－2021年4月4日                   | 星期日 10:30 - 11:00                    | 東京電視網 |                       |
| 岡山縣、香川縣 | 濑户内電視台 | 2020年4月5日－2021年4月4日                   | 星期日 10:30 - 11:00                    | 東京電視網 |                       |
| 福岡縣         | TVQ九州播放  | 2020年4月5日－2021年4月4日                   | 星期日 10:30 - 11:00                    | 東京電視網 |                       |
| 日本全國       | AT-X         | 2020年4月10日－12月25日 2021年1月5日－4月6日 | 星期五 0:00 - 0:30 星期二 22:00 - 22:30 | 衛星電視   | 有重播                |
| 日本全國       | Kids Station | 2020年5月31日－2021年5月30日                 | 星期日 11:00 - 11:30                    | 衛星電視   |                       |
| 和歌山縣       | 和歌山電視台 | 2020年8月17日－2021年7月12日                 | 星期一 17:00 - 17:30                    | 獨立局     |                       |
| 第2季          |              |                                              |                                         |            |                       |
| 關東廣域圈     | 東京電視台   | 2021年4月11日－2022年3月27日                 | 星期日 10:30 - 11:00                    | 東京電視網 |                       |
| 大阪府         | 大阪電視台   | 2021年4月11日－2022年3月27日                 | 星期日 10:30 - 11:00                    | 東京電視網 |                       |
| 北海道         | 北海道電視台 | 2021年4月11日－2022年3月27日                 | 星期日 10:30 - 11:00                    | 東京電視網 |                       |
| 愛知縣         | 愛知電視台   | 2021年4月11日－2022年3月27日                 | 星期日 10:30 - 11:00                    | 東京電視網 |                       |
| 岡山縣、香川縣 | 濑户内電視台 | 2021年4月11日－2022年3月27日                 | 星期日 10:30 - 11:00                    | 東京電視網 |                       |
| 福岡縣         | TVQ九州播放  | 2021年4月11日－2022年3月27日                 | 星期日 10:30 - 11:00                    | 東京電視網 |                       |
| 日本全國       | Kids Station | 2021年6月19日－2022年6月18日                 | 星期六 7:30 - 8:00                      | 衛星電視   |                       |
| 和歌山縣       | 和歌山電視台 | 2021年7月19日－2022年7月4日                  | 星期一 17:00 - 17:30                    | 獨立局     |                       |
| 日本全國       | AT-X         | 2021年8月27日－2022年5月13日                 | 星期五 20:00 - 20:30                    | 衛星電視   | 有重播 只播出動畫部分 |

#### 香港
| 翡翠台 星期二、三 17:20－17:50 節目 2021年7月27日、7月28日、8月3日、8月4日因直播東京奧運賽事而暫停播映 2021年8月25日因直播東京殘奧賽事而暫停播映 2021年10月6日因直播行政長官記者會而暫停播映 | 翡翠台 星期二、三 17:20－17:50 節目 2021年7月27日、7月28日、8月3日、8月4日因直播東京奧運賽事而暫停播映 2021年8月25日因直播東京殘奧賽事而暫停播映 2021年10月6日因直播行政長官記者會而暫停播映 | 翡翠台 星期二、三 17:20－17:50 節目 2021年7月27日、7月28日、8月3日、8月4日因直播東京奧運賽事而暫停播映 2021年8月25日因直播東京殘奧賽事而暫停播映 2021年10月6日因直播行政長官記者會而暫停播映 |
| --- | --- | --- |
| | 夢夢貓 第一季 （2021年4月13日－10月13日） | |
| 花漾 (第三輯) | 星夢學園IV | |
| Hands Up Channel 每日 08:10－08:40 節目 | | |
| 星光樂園IV | 夢夢貓 第一季 （2021年12月25日－2022年2月10日） | 花漾精靈 (第二輯) |
| 翡翠台 星期一至五 16:15－16:50 節目 | | |
| 花漾精靈 (第三輯) | 夢夢貓 第一季，重播 （2022年6月13日－8月17日） | 星光少女 |
| Hands Up Channel 每日 08:00－08:31 節目 | | |
| 小火車迪迪寶 | 夢夢貓 第一季 （2022年8月18日－10月4日） | 偶像夢幻祭 |
| 翡翠台 星期二、三 17:20－17:50 節目 2022年10月19日因直播行政長官記者會而暫停播映 | | |
| 掌上萌寶小海豹 | 夢夢貓 Mix！ 第二季 （2022年9月20日－2023年1月24日） | 排球少年IV |
| Hands Up Channel→SUPER Kids Channel 星期六、日 07:20－07:50 節目 | | |
| 偶像星願7 Second BEAT! | 夢夢貓 Mix！ 第二季 （2023年4月2日－8月5日） ↓ 夢夢貓 第一季 （2023年8月6日－2024年1月20日）                                                                                                 | 星夢學園 第4輯 |
| 翡翠台 星期一至五 15:45－16:15 節目 2023年10月2日 15:45－16:20 | | |
| 新幹線戰士Z | 夢夢貓 第一季，重播 （2023年8月11日－10月17日） | KERORO 軍曹 |
| 星期六、日 16:00－16:30 節目 | | |
| 哆啦A夢 | 夢夢貓 Mix！ 第二季，重播 （2024年12月21日－ ） | — |

#### 台灣
| 東森幼幼台 星期六 8:30－9:00 節目 | 東森幼幼台 星期六 8:30－9:00 節目                   | 東森幼幼台 星期六 8:30－9:00 節目 |
| --------------------------------- | --------------------------------------------------- | --------------------------------- |
|                                   | 萌可魯玩偶貓 第一季 （2021年3月27日－2022年3月5日） |                                   |
| 百變Mecard                        | 超级飞侠                                            |                                   |

## 註腳

### 補充說明
1. 動畫於台灣播放前，三麗鷗官網中的譯名為 「夢夢貓」[2]。
2. ↑  初次宣佈動畫化時為此作導演[3]；動畫第二次發佈消息後導演之位則由櫻井弘明替代。

## 外部連結
- 三麗鷗「夢夢貓」 （页面存档备份，存于）（日語）
- 動畫《夢夢貓》官網 （页面存档备份，存于）（日語）
- 動畫《夢夢貓 Mix！》官網 （页面存档备份，存于）（日語）
- 東京電視台《夢夢貓》官網 （页面存档备份，存于）（日語）
- 東京電視台《夢夢貓 Mix！》官網 （页面存档备份，存于）（日語）